# آلا تومانیان
آلا تومانیان (ارمنی: Ալլա "Ալլա Միքայելի Թումանյան" Միքայելի Թումանյան؛  ۱۷ مارس ۱۹۵۰) یک بازیگر اهل ارمنستان بود. وی از سال ۱۹۷۲ میلادی تا کنون مشغول فعالیت می‌باشد.

## زندگی‌نامه
وی در ۱۷ مارس ۱۹۵۰ در ایروان به دنیا آمد و از آکادمی دولتی هنرهای زیبای ارمنستان فارغ‌التحصیل شد.  وی هم‌اکنون در لس آنجلس زندگی می‌کند.

## گزیده فیلمشناسی
از فیلم‌ها یا برنامه‌های تلویزیونی که وی در آن نقش داشته است می‌توان به باغ سیب (۱۹۸۵)، ستاره امید (۱۹۷۸)، (۱۹۷۳)، مردان (فیلم ۱۹۷۲) (۱۹۷۲)، عروسی از وگاس اشاره کرد.